# Franco Bonisoli
Pour les articles homonymes, voir Bonisoli.
Ne doit pas être confondu avec Franco Bonisolli.
Franco Bonisoli, né à Reggio d'Émilie le 6 janvier 1955, est un brigadiste italien.

## Biographie
Membre de la direction stratégique des Brigades rouges et du comité exécutif, connu sous le nom de guerre de Luigi, le 2 juin 1977, Bonisoli a participé, aux côtés de Calogero Diana et Lauro Azzolini, a une action blessant le journaliste Indro Montanelli et l'année suivante à l'enlèvement d'Aldo Moro. Dans l'embuscade de la Via Fani, Bonisoli fait partie du groupe déguisé en aviateur (aux côtés de Valerio Morucci, Raffaele Fiore et Prospero Gallinari) ; armé d'un FNA-B Mod.43, il a pour tâche de neutraliser avec Gallinari, l' Alfetta.
Après avoir vidé un chargeur, il utilise également son pistolet Beretta 51 contre l'agent Izzino qui a tenté de riposter. Le 1er octobre 1978, il a été arrêté par la police avec Nadia Mantovani, Lauro Azzolini et Antonio Savino dans la tanière terroriste de la Via Montenevoso à Milan.
Condamné à quatre peines de réclusion à perpétuité à l'issue du procès du 24 janvier 1983, il s'est dissocié pendant sa détention de la lutte armée et bénéficie depuis d'un régime de semi-liberté. Franco Bonisoli est devenu un ami du journaliste Indro Montanelli, à tel point que ce fut l'ancien brigatiste  à être le dernier à quitter la chambre funéraire lors des funerailles de Montanelli, pour finir de rediger quelques mots sur le registre des participations. Il a relaté ses expériences de terroriste lors d'entretiens avec Giorgio Bocca et Sergio Zavoli. Il réside à Milan et travaille dans une entreprise de services environnementaux.